# Martim Machado
Martim Machado (m. ca. 1279), foi um nobre do Reino de Portugal, Cavaleiro Fidalgo e detentor do senhorio da Quinta do Outeiro em São Martinho de Mancelos, Mancelos, São João de Rei. Foi também detentor da honra da Quinta do Fojo e Senhor da Honra de Pinho por via do casamento.

## Relações familiares
Foi filho de Martim Martins Machado e de Loba Gomes de Pombeiro. Casou com Constança Gonçalves Barroso, de quem teve:
- Pedro Martins Machado,[4] casado com Filipa Afonso Leitão filha de Afonso Mendes de Pena Darga e de Joana Gonçalves Leitão.[1][a]
- Estêvão Martins Machado casado com Inês Esteves de Tavares,[2] filha de Estêvão Pires de Tavares e de Maria Peres Maldonado.
- Fernão Martins Machado casado com N. da Cunha,[2] filha de Vasco da Cunha.